# Kamal Salibi
Kamal Suleiman Salibi (كمال سليمان الصليبي) né le 2 mai 1929 à Beyrouth (Liban) et mort le 1er septembre 2011 dans la même ville, est un historien libanais, professeur honoraire au département d'histoire et d'archéologie de l'université américaine de Beyrouth.

## Biographie
Salibi est né dans une famille protestante libanaise. Il a étudié l'histoire à l'université américaine de Beyrouth et a obtenu son doctorat à l'École des études orientales et africaines de Londres en 1953. Il devint professeur d'histoire et d'archéologie de l'université américaine de Beyrouth. Jusqu'en 2004, il était directeur de l'Institut royal jordanien d'études interconfessionnelles à Amman.

## La Bible est née en Arabie
Kamal Salibi est un des meilleurs spécialistes contemporains de l'Histoire arabe et une référence dans l'Histoire du Liban. Après de nombreuses publications sur des thèmes historiques, il a créé la polémique en 1985 avec son livre La Bible est née en Arabie. Il estime qu'il est plus que probable que l'ancienne ville de Jérusalem décrite dans l'Ancien Testament aurait pu se trouver avant la période de l'exil babylonien (586-537 av. J.-C.) dans la région d'Asir en Arabie occidentale. Ce serait dans le sud-ouest de l'Arabie que se trouve la terre promise à Abraham où Moïse et Salomon auraient construit le temple à Al-Sarim (vieille ville de Jérusalem). Ce n'est qu'après la libération des juifs de la captivité babylonienne, qu'une nouvelle ville de Jérusalem en Palestine aurait été construite pour remplacer la vieille ville de Jérusalem détruite et délabrée dans l'Asir. Il base sa théorie sur une analyse linguistique de noms de lieux bibliques, qui d'après lui, ont été traduits jusqu'à présent de manière tout à fait erronée. Dans son livre, il démontre qu'il est possible de réinterpréter complètement la Bible hébraïque, qui est plus communément connue sous le nom de l'Ancien Testament. La Bible hébraïque provient d'un ensemble de textes religieux rédigés pour sa très grande majorité à l'origine en hébreu et qui nous est parvenue sous la forme de copies. 
Salibi a fondé son argumentation principalement sur ses études de noms de lieux. Son analyse toponymique se basant sur les langues sémitiques, il faut savoir que celles-ci se caractérisent, entre autres, par la prédominance de racines trilitères et par l'usage de consonnes laryngales, gutturales et emphatiques. Dans un entretien dans Libération le 2 octobre 1984, Salibi y explique: « Dans cette partie de l'Arabie du Sud le désert occidental se nomme Tihama, ce qui, étymologiquement, signifie la terre qui ne retient pas l'eau. Dans la Bible, on parle de Téhom. On le voit, dans les deux cas, la structure consonantique est THM : Téhom et Tihama désignent le même territoire par le même nom et seule la prononciation diffère. ». Dans l'Asir, il a trouvé non seulement des noms arabes occidentaux, mais principalement des noms cananéens, araméens et hébraïques des noms de lieux qui correspondent à l'Ancien Testament. Transféré à l'ouest de l'Arabie, Salibi estime que 80% des 700 distances et descriptions de paysages de lieux bibliques coïncident beaucoup mieux que l'interprétation fondée sur la géographie de la Palestine. Le magazine Der Spiegel en 1985 a largement traité de cette théorie.
Cette théorie a fait un peu de bruit vers 1984-1985, mais n'a pas convaincu les spécialistes. Fondée presque uniquement sur des rapprochements toponymiques, elle ne tient compte ni des découvertes de l'archéologie, ni des traditions textuelles.